# Élise Tielrooy
Pour les articles homonymes, voir Tielrooy.
Élise Tielrooy, née le 7 mai 1967,, est une actrice et écrivaine française.
On a pu la voir jouer au théâtre en 1992 dans Suite royale de et avec Francis Huster en compagnie de Valérie Crunchant, Cristiana Reali, Jacques Spiesser.
Au cinéma, elle a notamment joué dans La Chambre des officiers de François Dupeyron, Paparazzi de Alain Berberian et Quelqu'un de bien de Patrick Timsit.
Depuis 2018, elle interprète le capitaine Ariel Grimaud dans la série télévisée Section de recherches.
Elle a deux enfants.

## Filmographie

### Cinéma
- 1994 : Illusions fatales, court métrage de Patrick Malakian avec Brigitte Lahaie :
- 1996 : Hercule et Sherlock de Jeannot Szwarc : Pauline
- 1997 : Barracuda de Philippe Haïm : La femme blonde sur les photos
- 1998 : Paparazzi d'Alain Berberian avec Patrick Timsit, Vincent Lindon et Isabelle Adjani : Bénédicte
- 1998 : Serial Lover de James Huth : Alice Doste
- 2001 : La Chambre des officiers de François Dupeyron : Cécile, l'infirmière
- 2002 : Quelqu'un de bien de Patrick Timsit : Élisabeth
- 2003 : Toutes les filles sont folles de Pascale Pouzadoux : la psy
- 2005 : La Bonne Copine  de Nicolas Cuche : Chloé
- 2007 : Sempre vivu ! de Robin Renucci : Carole
- 2016 : Bonjour Anne (Paris Can Wait) d'Eleanor Coppola : Martine

### Télévision
- 1995 : Les Filles du Lido de Jean Sagols :
- 1996 : Les Steenfort, maîtres de l'orge de Jean Van Hamme : Johanna Texel
- 1996 : Tous les hommes sont menteurs d'Alain Wermus : Iris
- 1997 : Sud lointain de Thierry Chabert : Madeleine
- 1997 : Les Arnaqueuses de Thierry Binisti : Shula
- 1998 : Mort d'un conquérant de Thierry Chabert
- 1998 : H (série) - saison 1, épisode 7 : Une thérapie de couple d'Édouard Molinaro : La psychologue
- 1999 : Mémoire de sang de Patrick Malakian : Lola
- 1999 : Chambre n°13 - épisode Réveil difficile de Nicolas Cuche
- 1999 : À bicyclette de Merzak Allouache : Anne
- 2001 : Un couple modèle de Charlotte Brändström : Flora
- 2005 : La Bonne Copine : Chloé
- 2007 : La Prophétie d'Avignon : Nadine Esperanza
- 2009 - 2015 : Mes amis, mes amours, mes emmerdes... (4 saisons) : Marie Bellot Kleber, avocate
- 2011 : La Double Inconstance de Carole Giacobbi : Lisette
- 2011 : Le Bon Samaritain de Bruno Garcia : Josy Moreno
- 2011 : Comme chez soi de Lorenzo Gabriele : Cécile
- 2014 : Crimes et botanique : Fabienne
- 2018 - 2024 : Section de recherches (saisons 12 - 17) : Capitaine Ariel Grimaud mariée Bernier, responsable TIC
- 2018 : La Promesse de l'eau de Christian Faure : Carole
- 2020 : Le Diable au cœur de Christian Faure : Mia
- 2021 : Ici tout commence : Sylvie Rigaut

## Théâtre
- 1992 : Suite royale de Francis Huster d’après Crébillon fils et Denis Diderot, mise en scène Francis Huster, Théâtre Marigny
- 2000 : Un tramway nommé Désir de Tennessee Williams, mise en scène Philippe Adrien, Théâtre des Célestins

## Publications
- Le bonheur n’est pas un sport de jeune fille, Paris, Éditions Belfond, 2014, 377 p.  (ISBN 978-2-7144-5776-9)
- La Simplicité du coup de massue, Paris, Éditions Belfond, 2015, 439 p.  (ISBN 978-2-7144-6046-2)